# Péninsule Adelaide

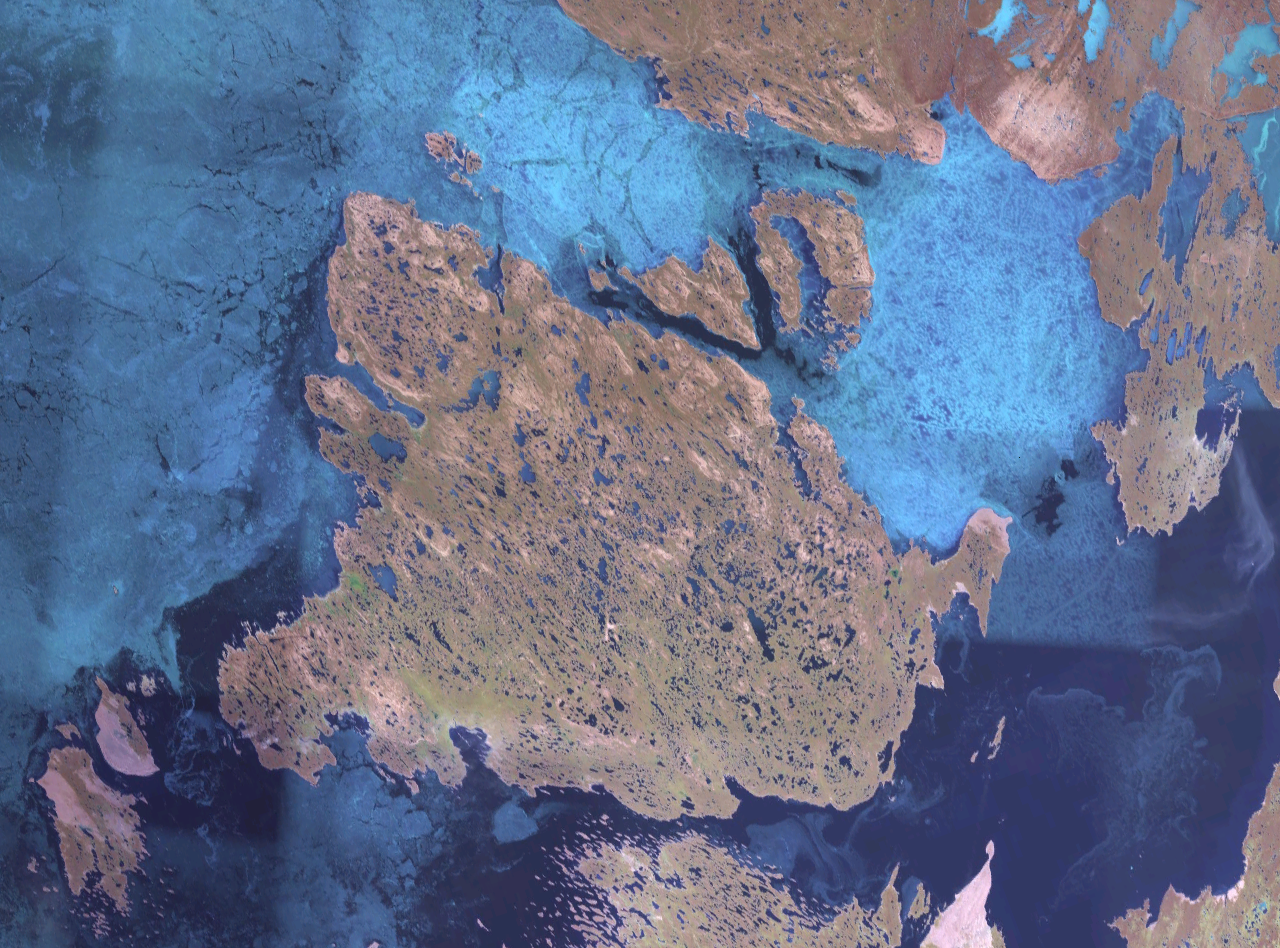
Image satellite du NASA Landsat de l'île Roi-Guillaume.

La péninsule Adelaide ou péninsule d'Adelaide (Iluilik) est une péninsule de l'archipel arctique canadien, au sud de l'île du Roi-Guillaume et à l'ouest de la baie de Chantrey, au Nunavut (Canada).
Des restes de l'expédition Franklin y ont été découverts.